# Daughterboard

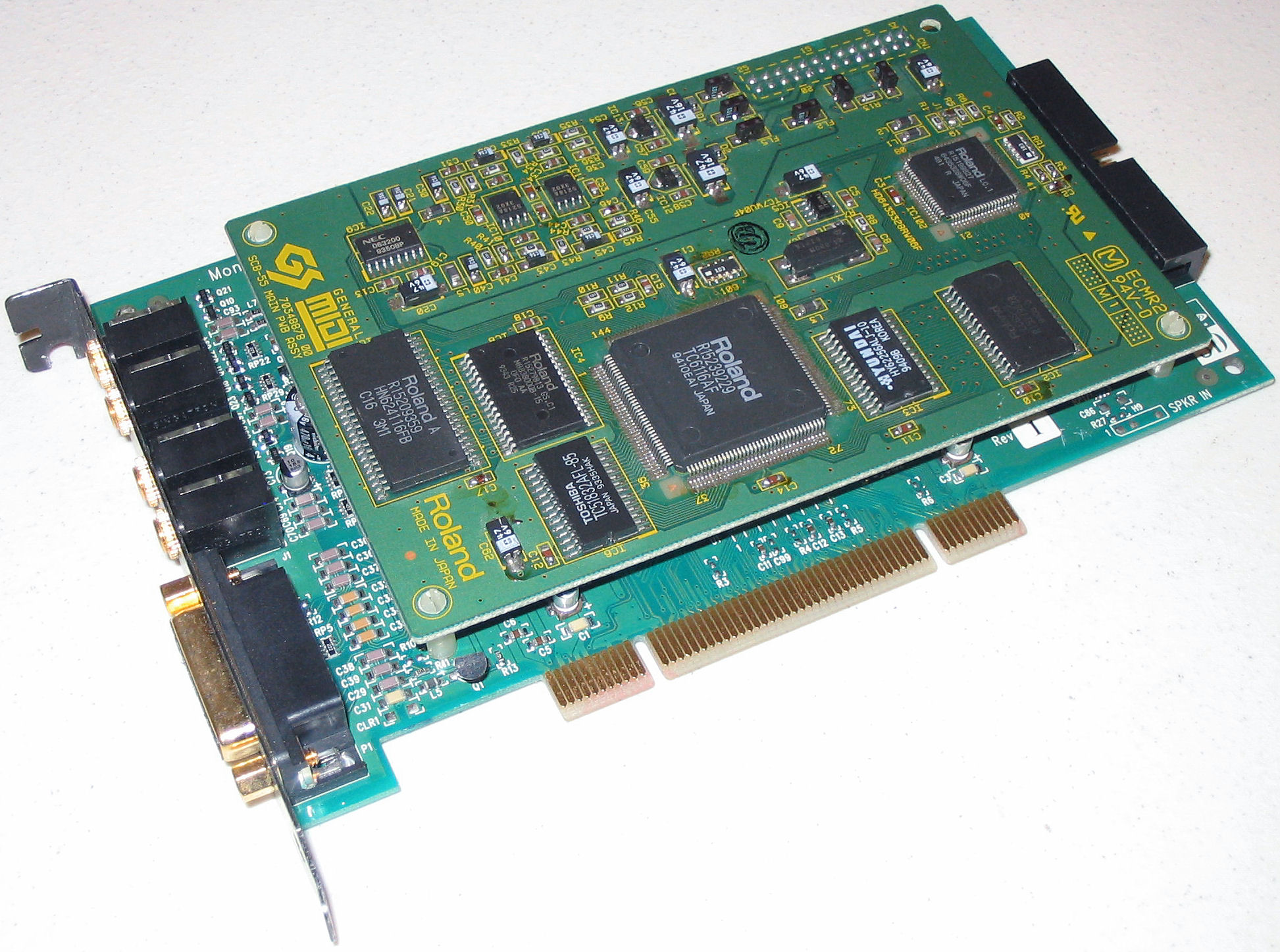
Una scheda sonora con una daughterboard MIDI connessa

Una scheda figlia o daughterboard (anche daughtercard, mezzanine card o mezzanine board), in elettronica e informatica, è un tipo di scheda elettronica, dotata di varie combinazioni di chip montati su zoccoli o meno, EEPROM, ROM, RAM o altri tipi di memoria, utilizzata soprattutto nel settore dell'hardware informatico. È progettata per accoppiarsi con una mainboard o un'altra scheda elettronica e funzionare come scheda di espansione.

## Storia

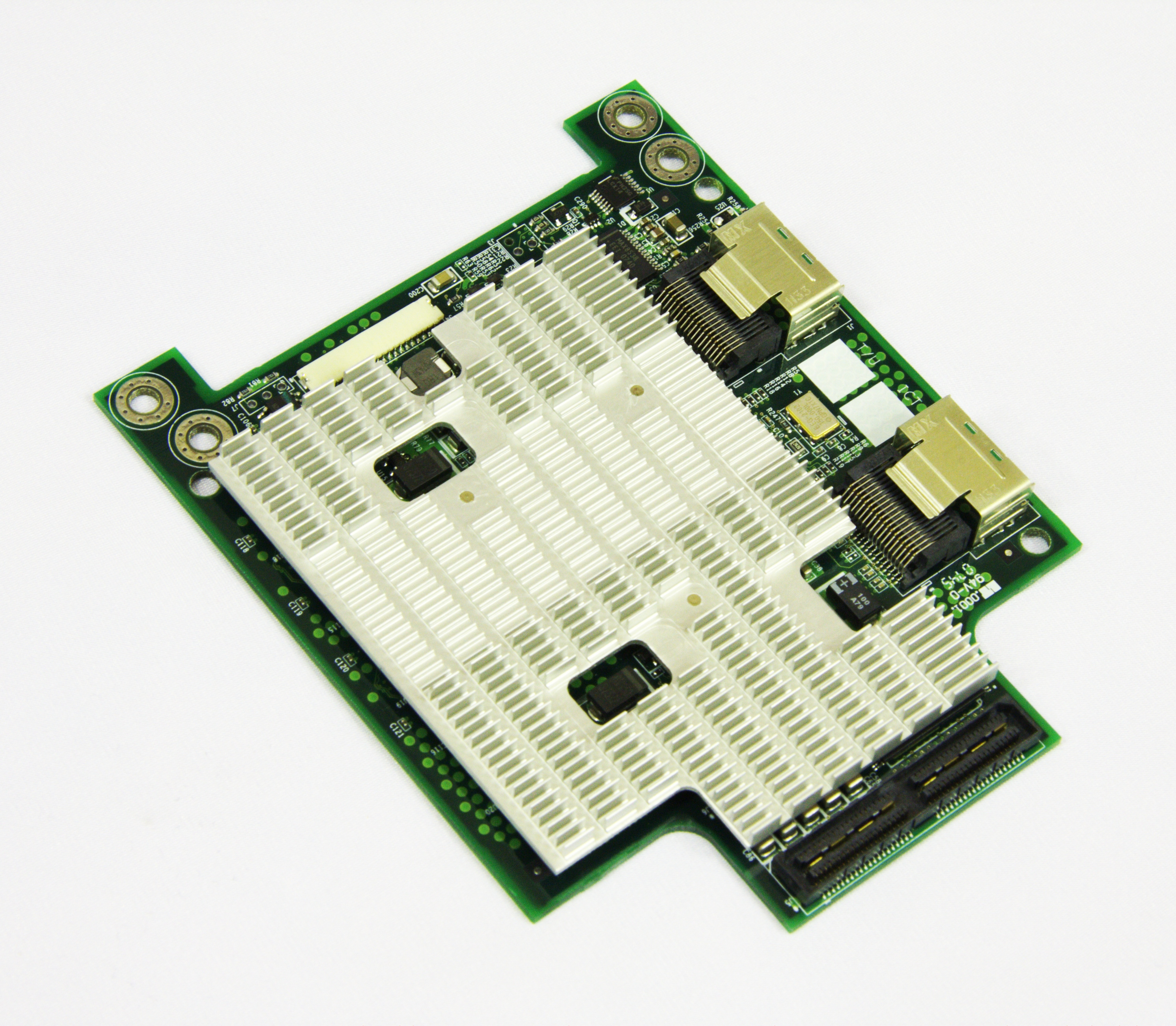
Una daughterboard per piattaforme server Inventec con la funzione di controller RAID basata su chipset LSI 1078

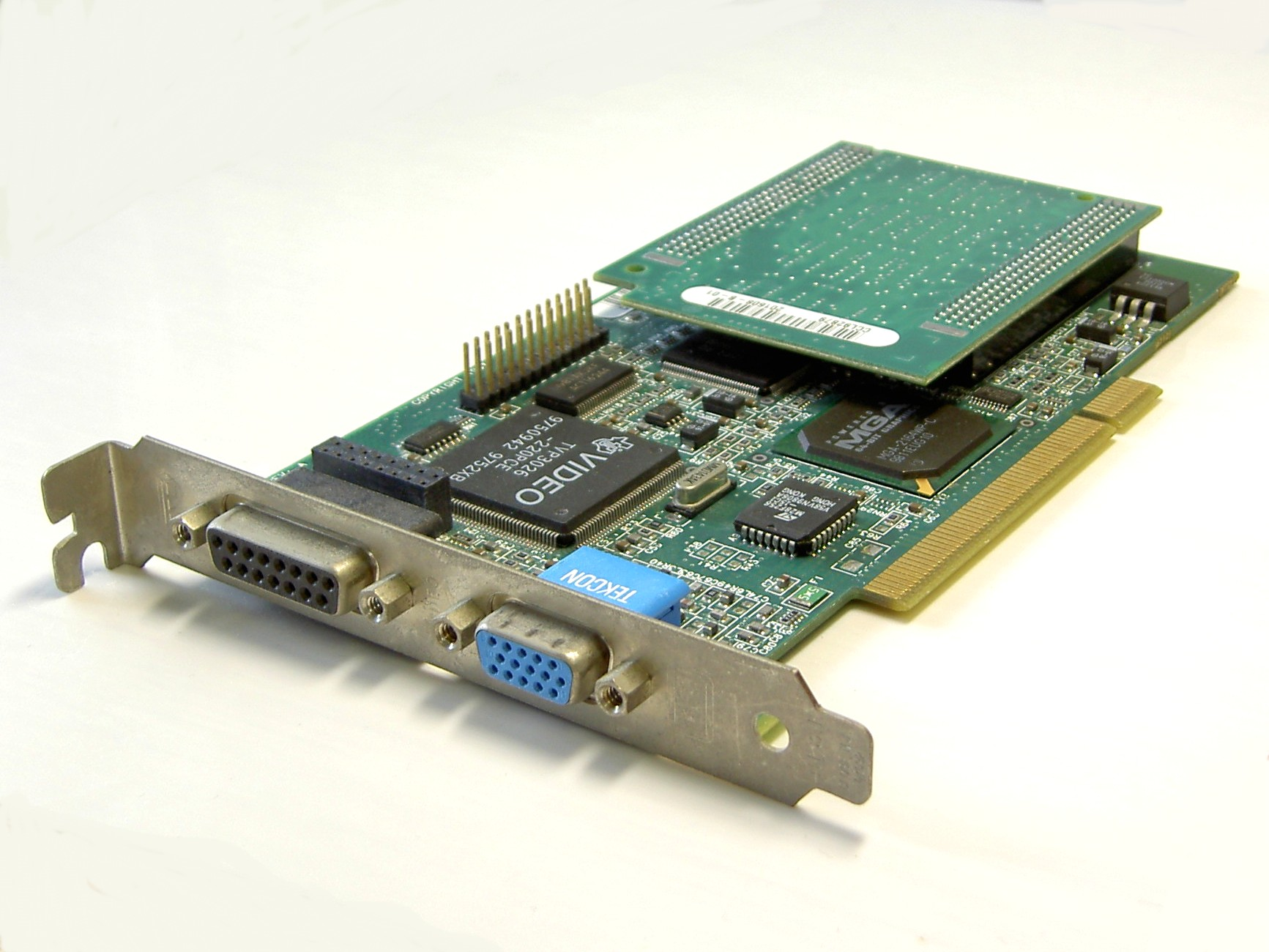
Una scheda divenuta un cult negli anni novanta, la Matrox Millennium II con la daughterboard di espansione della VRAM

Nelle console dei videogiochi a pagamento da locali pubblici venivano usate per montare la ROM che conteneva il codice eseguibile del videogioco.
I processori Pentium II ed i primi Pentium 3 erano forniti saldati su una scheda figlia, comprendente anche i chip della memoria cache di secondo livello (la quale non era dunque integrata nel die del processore). sulla scheda erano montati il dissipatore ed il supporto di fissaggio del dissipatore stesso, conferendo al tutto l'aspetto di una cartuccia, che andava inserita nello Slot 1.

## Descrizione
Le daughterboard spesso presentano uno o più connettori, e talvolta un socket per CPU, e il connettore di aggancio alla scheda di destinazione, frequentemente di tipo proprietario, che le distingue dalle normali schede di espansione (ISA o PCI per esempio). Le daughterboard comunicano con la scheda, cui sono applicate, spesso attraverso un bus. L'altro aspetto che le differenzia dalle normali schede di espansione è che inoltre talvolta contengono connessioni interne ad altri componenti del computer.

### Tipologie
Alcuni esempi di daughterboard:
- ADD daughterboard
- RAID daughterboard
- CPU socket daughterboard (come l'adattatore Socket 370 per Slot 1)
- Bluetooth daughterboard
- Modem daughterboard
- AD/DA/DIO daughterboard
- Communication daughter card (CDC)
- Server management daughterboard (SMDC)
- Serial ATA daughterboard
- Robotic daughterboard
- Access control list daughterboard